# 靈魂餐廳
《靈魂餐廳》（英語：Soul Kitchen）是2009年由法提·阿金執導的喜劇電影，本片獲選為第66屆威尼斯影展正式競賽片，並獲得評審團特別獎。

## 劇情
住在漢堡的日諾經營一家餐廳「靈魂餐廳」，女友打定主意遠赴上海工作；原本不想離開德國的日諾最終也耐不住思念，決定把餐廳經營權交給還在坐牢假釋的哥哥，而餐廳又因為非常性格的主廚每天變化菜色，加上現場有音樂表演而變得越來越火紅，人滿為患，沒想到日諾以前的同學開始千方百計想要買下餐廳。

## 外部連結
- 互联网电影数据库（IMDb）上《靈魂餐廳》的资料（英文）
- Yahoo奇摩電影上《靈魂餐廳》的資料（繁體中文）
- 豆瓣电影上《靈魂餐廳》的資料 （简体中文）